# Frassinello Monferrato
Frassinello Monferrato és un municipi situat al territori de la província d'Alessandria, a la regió del Piemont, (Itàlia).
Frassinello Monferrato limita amb els municipis de Camagna Monferrato, Cella Monte, Olivola, Ottiglio, Rosignano Monferrato i Vignale Monferrato.